# Abbaye de Nieuwenbosch
 (avril 2025).
L'abbaye de Nieuwenbosch est une abbaye cistercienne ayant existé entre 1215 et 1796.
C'est une abbaye féminine située sur la section Heusden de la commune de Destelbergen, en Flandre-Orientale (Belgique).

## Histoire
En 1215, l'abbaye de Nieuwenbos est incorporée à l'ordre de Cîteaux et est transférée dans le hameau d'Oudenbos (Lokeren).
En 1246, l'abbaye est transférée à Heusden.
En 1578, les Gueux détruisent l'abbaye. Les moniales se dispersent puis se regroupent au refuge de Gand (1584).
À partir de 1584 (jusqu'en 1624), l'abbaye de Nieuwenbosch est reconstruite dans l'enceinte de la ville.
En 1796, l'abbaye est supprimée par la Révolution.